# 法務大臣
法務大臣（ほうむだいじん、英語: Minister of Justice）は、日本の法務省の長および主任の大臣たる国務大臣。略称は法相（ほうしょう）である。

## 概説
戦後、法務大臣経験者で内閣総理大臣に就任した人物は皆無である。閣僚名簿では首相、副総理、総務大臣の次に並べられ、席次もそのようになる。中央省庁再編前は、首相、副総理の次位であった。閣内の重石として後藤田正晴、鳩山邦夫、江田五月、谷垣禎一など、重鎮クラスの就任例もある。
英米法や大陸法の諸国において法務大臣は政府の法解釈助言者という位置づけであり、法曹資格者が就任することが多いのに対し、日本では、政府の法解釈答弁は内閣法制局長官が担当している。ただし、2009年9月に発足した民主党政権で内閣法制局長官は政府特別補佐人から外れ、法曹資格者である平岡秀夫法務大臣や枝野幸男経済産業大臣らが法令解釈担当閣僚として政府の法解釈答弁を担当していたが、基本的に日本の法務大臣は法曹資格者が選ばれるケースが少なく、大臣就任まで司法行政の経験が皆無な人物が多い。さらに出身大学も法学部でない者も多い。（法務大臣の法曹資格の項も参照）
検事総長に対する指揮権を掌握していることから、政治家への捜査に大きな影響力を及ぼしうる立場である。
大日本帝国憲法下（司法省）における前身は司法大臣であり、裁判所の人事権まで掌握していたが、敗戦後に連合国軍最高司令官総司令部（GHQ）の指令によって、司法省は段階的に解体、廃止され、代わりに法務庁（後に法務府）が設置され、長はアメリカ合衆国司法長官をモデルとする法務総裁（法務庁、法務府の長）となった。主権回復後、法務府から内閣法制局を分離して法務省が設置されたが、法務省の長である法務大臣の位置づけは、両者の折衷である。

## 権限
- 国を当事者または参加人とする訴訟については、法務大臣が、国を代表する（国の利害に関係のある訴訟についての法務大臣の権限等に関する法律第1条）。
- 外国人の在留許可、永住許可、帰化。
- 死刑執行命令を発する権限と義務

刑事訴訟法によれば、死刑執行の命令は判決が確定してから6か月以内に行わなければならない（第475条2項）が、再審請求などの期間はこれに含まれない。また、大臣によって決裁の頻度は異なり、賀屋興宣、左藤恵、杉浦正健等、在任中に発令の署名をしなかった大臣の例もある。判決確定から6か月という規定は、日本国憲法制定後に、「今までのように死刑執行まで時間がかかりすぎるのは、死刑執行を待つ恐怖が長く続くことになって残酷であり、新憲法の趣旨にも反する」という理由で作られたもので、「犯罪者に対する厳正な処罰のために、6か月で執行しなければならない」とする解釈は、本来の趣旨ではない。
判決確定から6か月以内に執行されていないのが現状となっており、実効性のない規定になっている。
2007年から2016年まで、10年間の死刑囚の執行について、確定から執行までの期間が最短だったのは1年4か月、最長は18年5カ月、平均では約5年だった。
- 個々の事件の取調べ又は処分について検事総長のみに対する指揮権。（その他の一般的な指揮監督権は、全検察官に及ぶ）
- 司法書士への認定業務の付与や司法書士試験の実施、日本司法書士会連合会からの建議、答申、会則変更の認可など司法書士法に数多くの業務が規定されている。
- 国の利害または公共の福祉に重大な関係のある訴訟において、裁判所の許可を得て、裁判所に対して意見を述べることができる（国の利害に関係のある訴訟についての法務大臣の権限等に関する法律第4条）。

過去に実際に意見を述べたのは、1987年の森林法共有林事件（1987年4月22日違憲判決）と、2017年のNHK受信料訴訟(2017年12月6日合憲判決)の2件のみである。いずれも最高裁大法廷に対して「合憲」の意見書を提出した。

### 主な諮問機関
法律上は審議会等。
- 司法試験委員会
- 法制審議会

## 歴代法務大臣
1. 臨時代理は、大臣不在の場合のみ記載し、海外出張時等の一時不在代理は記載しない。
2. 兼任は、他の大臣が同時に務めることをいい、臨時代理とは異なる。
3. 同一代数で複数の就任日の記載があるもの（内閣改造等による）について、2度目以降に関しては辞令は出されていない（再任でなく留任扱い）。

### 内閣制以前

#### 刑部卿
| 代 | 氏名     | 氏名           | 就任日                    | 出身等 |
| -- | -------- | -------------- | ------------------------- | ------ |
| 1  |          | 正親町三條實愛 | 1869年（明治2年）7月8日   | 公家   |
| -  | （欠員） | （欠員）       | 1870年（明治3年）10月12日 |        |

#### 司法卿
| 代 | 氏名     | 氏名       | 就任日                                  | 出身等   |
| -- | -------- | ---------- | --------------------------------------- | -------- |
| -  | （欠員） | （欠員）   | 1871年（明治4年）7月9日                 |          |
| 1  |          | 江藤新平   | 1872年（明治5年）5月31日（旧暦4月27日） | 旧佐賀藩 |
| 2  |          | 大木喬任   | 1873年（明治6年）10月25日               | 旧佐賀藩 |
| 3  |          | 田中不二麿 | 1880年（明治13年）3月15日               | 旧尾張藩 |
| 4  |          | 大木喬任   | 1881年（明治14年）10月21日              | 旧佐賀藩 |
| 5  |          | 山田顕義   | 1883年（明治16年）12月12日              | 旧長州藩 |

### 内閣制施行以後

#### 司法大臣
| 司法大臣（司法省官制（明治19年2月27日勅令第2号）） | 司法大臣（司法省官制（明治19年2月27日勅令第2号）） | 司法大臣（司法省官制（明治19年2月27日勅令第2号）） | 司法大臣（司法省官制（明治19年2月27日勅令第2号）） | 司法大臣（司法省官制（明治19年2月27日勅令第2号）） | 司法大臣（司法省官制（明治19年2月27日勅令第2号）） | 司法大臣（司法省官制（明治19年2月27日勅令第2号）） |
| 代                                                 | 氏名                                               | 氏名                                               | 内閣                                               | 就任日                                             | 出身等                                             |                                                    |
| -------------------------------------------------- | -------------------------------------------------- | -------------------------------------------------- | -------------------------------------------------- | -------------------------------------------------- | -------------------------------------------------- | -------------------------------------------------- |
| 1                                                  |                                                    | 山田顕義                                           | 第1次伊藤内閣                                      | 1885年（明治18年）12月22日                         | 旧長州藩                                           |                                                    |
| 1                                                  | 黒田内閣                                           | 山田顕義                                           |                                                    | 1885年（明治18年）12月22日                         | 旧長州藩                                           |                                                    |
| 1                                                  | 第1次山縣内閣                                      | 山田顕義                                           |                                                    | 1885年（明治18年）12月22日                         | 旧長州藩                                           |                                                    |
| 1                                                  | 第1次松方内閣                                      | 山田顕義                                           | 1891年（明治24年）5月6日                           |                                                    | 旧長州藩                                           |                                                    |
| 2                                                  | 第1次松方内閣                                      |                                                    | 田中不二麿                                         | 1891年（明治24年）6月1日                           | 旧尾張藩                                           |                                                    |
| 3                                                  | 第1次松方内閣                                      |                                                    | 河野敏鎌                                           | 1892年（明治25年）6月23日                          | 旧土佐藩                                           |                                                    |
| 4                                                  |                                                    | 山縣有朋                                           | 第2次伊藤内閣                                      | 1892年（明治25年）8月8日                           | 旧長州藩                                           |                                                    |
| -                                                  |                                                    | 伊藤博文                                           | 第2次伊藤内閣                                      | 1893年（明治26年）3月11日                          | 旧長州藩                                           |                                                    |
| 5                                                  |                                                    | 芳川顯正                                           | 第2次伊藤内閣                                      | 1893年（明治26年）3月16日                          | 旧徳島藩                                           |                                                    |
| 5                                                  | 第2次松方内閣                                      | 芳川顯正                                           | 1896年（明治29年）9月18日                          |                                                    | 旧徳島藩                                           |                                                    |
| 6                                                  | 第2次松方内閣                                      |                                                    | 清浦奎吾                                           | 1896年（明治29年）9月26日                          | 旧肥後藩                                           |                                                    |
| 7                                                  |                                                    | 曾禰荒助                                           | 第3次伊藤内閣                                      | 1898年（明治31年）1月12日                          | 旧長州藩                                           |                                                    |
| 8                                                  |                                                    | 大東義徹                                           | 第1次大隈内閣                                      | 1898年（明治31年）6月30日                          | 憲政党                                             |                                                    |
| 9                                                  |                                                    | 清浦奎吾                                           | 第2次山縣内閣                                      | 1898年（明治31年）11月8日                          | 旧肥後藩 研究会                                    |                                                    |
| 10                                                 |                                                    | 金子堅太郎                                         | 第4次伊藤内閣                                      | 1900年（明治33年）10月19日                         | 立憲政友会                                         |                                                    |
| 11                                                 |                                                    | 清浦奎吾                                           | 第1次桂内閣                                        | 1901年（明治34年）6月2日                           | 研究会                                             |                                                    |
| 12                                                 |                                                    | 波多野敬直                                         | 第1次桂内閣                                        | 1903年（明治36年）9月22日                          | 司法省                                             |                                                    |
| 13                                                 |                                                    | 松田正久                                           | 第1次西園寺内閣                                    | 1906年（明治39年）1月7日                           | 立憲政友会                                         |                                                    |
| 14                                                 |                                                    | 千家尊福                                           | 第1次西園寺内閣                                    | 1908年（明治41年）3月25日                          | 木曜会                                             |                                                    |
| 15                                                 |                                                    | 岡部長職                                           | 第2次桂内閣                                        | 1908年（明治41年）7月14日                          | 研究会                                             |                                                    |
| 16                                                 |                                                    | 松田正久                                           | 第2次西園寺内閣                                    | 1911年（明治44年）8月30日                          | 立憲政友会                                         |                                                    |
| 17                                                 |                                                    | 松室致                                             | 第3次桂内閣                                        | 1912年（大正元年）12月21日                         | 司法省                                             |                                                    |
| 18                                                 |                                                    | 松田正久                                           | 第1次山本内閣                                      | 1913年（大正2年）2月20日                           | 立憲政友会                                         |                                                    |
| -                                                  |                                                    | 奥田義人                                           | 第1次山本内閣                                      | 1913年（大正2年）11月11日                          | 立憲政友会 （交友倶楽部）                          |                                                    |
| 19                                                 | 1914年（大正3年）3月6日                            | 奥田義人                                           | 第1次山本内閣                                      |                                                    | 立憲政友会 （交友倶楽部）                          |                                                    |
| 20                                                 |                                                    | 尾崎行雄                                           | 第2次大隈内閣                                      | 1914年（大正3年）4月16日                           | 中正会                                             |                                                    |
| 21                                                 |                                                    | 松室致                                             | 寺内内閣                                           | 1916年（大正5年）10月9日                           | 司法省                                             |                                                    |
| 22                                                 |                                                    | 原敬                                               | 原内閣                                             | 1918年（大正7年）9月29日                           | 立憲政友会                                         |                                                    |
| 23                                                 |                                                    | 大木遠吉                                           | 原内閣                                             | 1920年（大正9年）5月15日                           | 研究会                                             |                                                    |
| 23                                                 | 高橋内閣                                           | 大木遠吉                                           | 1921年（大正10年）11月13日                         |                                                    | 研究会                                             |                                                    |
| 24                                                 |                                                    | 岡野敬次郎                                         | 加藤友三郎内閣                                     | 1922年（大正11年）6月12日                          | 立憲政友会 （交友倶楽部）                          |                                                    |
| 25                                                 |                                                    | 田健治郎                                           | 第2次山本内閣                                      | 1923年（大正12年）9月2日                           | 茶話会                                             |                                                    |
| 26                                                 |                                                    | 平沼騏一郎                                         | 第2次山本内閣                                      | 1923年（大正12年）9月6日                           | 民間 （司法省）                                    |                                                    |
| 27                                                 |                                                    | 鈴木喜三郎                                         | 清浦内閣                                           | 1924年（大正13年）1月7日                           | 研究会                                             |                                                    |
| 28                                                 |                                                    | 横田千之助                                         | 加藤高明内閣                                       | 1924年（大正13年）6月11日                          | 立憲政友会                                         |                                                    |
| -                                                  |                                                    | 高橋是清                                           | 加藤高明内閣                                       | 1925年（大正14年）2月5日                           | 立憲政友会                                         |                                                    |
| 29                                                 |                                                    | 小川平吉                                           | 加藤高明内閣                                       | 1925年（大正14年）2月9日                           | 立憲政友会                                         |                                                    |
| 30                                                 |                                                    | 江木翼                                             | 加藤高明内閣                                       | 1925年（大正14年）8月2日                           | 憲政会                                             |                                                    |
| 30                                                 | 第1次若槻内閣                                      | 江木翼                                             | 1926年（大正15年）1月30日                          |                                                    | 憲政会                                             |                                                    |
| 31                                                 |                                                    | 原嘉道                                             | 田中義一内閣                                       | 1927年（昭和2年）4月20日                           | 民間                                               |                                                    |
| 32                                                 |                                                    | 渡邊千冬                                           | 濱口内閣                                           | 1929年（昭和4年）7月2日                            | 研究会                                             |                                                    |
| 32                                                 | 第2次若槻内閣                                      | 渡邊千冬                                           |                                                    | 1929年（昭和4年）7月2日                            | 研究会                                             |                                                    |
| 33                                                 |                                                    | 鈴木喜三郎                                         | 犬養内閣                                           | 1931年（昭和6年）12月13日                          | 研究会                                             |                                                    |
| 34                                                 |                                                    | 川村竹治                                           | 犬養内閣                                           | 1932年（昭和7年）3月25日                           | 交友倶楽部                                         |                                                    |
| 35                                                 |                                                    | 小山松吉                                           | 齋藤内閣                                           | 1932年（昭和7年）5月26日                           | 司法省                                             |                                                    |
| 36                                                 |                                                    | 小原直                                             | 岡田内閣                                           | 1934年（昭和9年）7月8日                            | 司法省                                             |                                                    |
| 37                                                 |                                                    | 林頼三郎                                           | 廣田内閣                                           | 1936年（昭和11年）3月9日                           | 司法省                                             |                                                    |
| 38                                                 |                                                    | 塩野季彦                                           | 林内閣                                             | 1937年（昭和12年）2月2日                           | 司法省                                             |                                                    |
| 38                                                 | 第1次近衛内閣                                      | 塩野季彦                                           |                                                    | 1937年（昭和12年）2月2日                           | 司法省                                             |                                                    |
| 38                                                 | 平沼内閣                                           | 塩野季彦                                           |                                                    | 1937年（昭和12年）2月2日                           | 司法省                                             |                                                    |
| 39                                                 |                                                    | 宮城長五郎                                         | 阿部内閣                                           | 1939年（昭和14年）8月30日                          | 司法省                                             |                                                    |
| 40                                                 |                                                    | 木村尚達                                           | 米内内閣                                           | 1940年（昭和15年）1月16日                          | 司法省                                             |                                                    |
| 41                                                 |                                                    | 風見章                                             | 第2次近衛内閣                                      | 1940年（昭和15年）7月22日                          | 国民同盟→ 大政翼賛会                               |                                                    |
| 42                                                 |                                                    | 柳川平助                                           | 第2次近衛内閣                                      | 1940年（昭和15年）12月21日                         | 予備役陸軍中将                                     |                                                    |
| 43                                                 |                                                    | 近衛文麿                                           | 第3次近衛内閣                                      | 1941年（昭和16年）7月18日                          | 火曜会                                             |                                                    |
| 44                                                 |                                                    | 岩村通世                                           | 第3次近衛内閣                                      | 1941年（昭和16年）7月25日                          | 司法省                                             |                                                    |
| 44                                                 | 東條内閣                                           | 岩村通世                                           | 1941年（昭和16年）10月18日                         |                                                    | 司法省                                             |                                                    |
| 45                                                 |                                                    | 松阪広政                                           | 小磯内閣                                           | 1944年（昭和19年）7月22日                          | 司法省                                             |                                                    |
| 45                                                 | 鈴木貫太郎内閣                                     | 松阪広政                                           |                                                    | 1944年（昭和19年）7月22日                          | 司法省                                             |                                                    |
| 46                                                 |                                                    | 岩田宙造                                           | 東久邇宮内閣                                       | 1945年（昭和20年）8月17日                          | 同和会                                             |                                                    |
| 46                                                 | 幣原内閣                                           | 岩田宙造                                           |                                                    | 1945年（昭和20年）8月17日                          | 同和会                                             |                                                    |
| 47                                                 |                                                    | 木村篤太郎                                         | 第1次吉田内閣                                      | 1946年（昭和21年）5月22日                          | 民間                                               |                                                    |
| -                                                  |                                                    | 片山哲                                             | 片山内閣                                           | 1947年（昭和22年）5月24日                          | 日本社会党                                         |                                                    |
| 48                                                 |                                                    | 鈴木義男                                           | 片山内閣                                           | 1947年（昭和22年）6月1日                           | 日本社会党                                         |                                                    |

#### 法務総裁（法務庁設置法（昭和22年法律第193号））
| 代 | 氏名          | 氏名     | 内閣                      | 就任日                     | 政党等     |
| -- | ------------- | -------- | ------------------------- | -------------------------- | ---------- |
| 1  |               | 鈴木義男 | 片山内閣                  | 1948年（昭和23年）2月15日  | 日本社会党 |
| 2  | 芦田内閣      | 鈴木義男 | 1948年（昭和23年）3月10日 |                            | 日本社会党 |
| -  |               | 吉田茂   | 第2次吉田内閣             | 1948年（昭和23年）10月15日 | 日本自由党 |
| 3  |               | 殖田俊吉 | 第2次吉田内閣             | 1948年（昭和23年）11月7日  | 民間       |
| 4  | 第3次吉田内閣 | 殖田俊吉 | 1949年（昭和24年）2月16日 |                            | 民間       |

#### 法務総裁（法務府設置法（昭和22年法律第193号））
| 代 | 氏名                   | 氏名       | 内閣                   | 就任日                     | 政党等 |
| -- | ---------------------- | ---------- | ---------------------- | -------------------------- | ------ |
| 4  |                        | 殖田俊吉   | 第3次吉田内閣          | 1949年（昭和24年）6月1日   | 民間   |
| 5  |                        | 大橋武夫   | 第3次吉田第1次改造内閣 | 1950年（昭和25年）6月28日  | 自由党 |
| 5  | 第3次吉田第2次改造内閣 | 大橋武夫   |                        | 1950年（昭和25年）6月28日  | 自由党 |
| 6  |                        | 木村篤太郎 | 第3次吉田第3次改造内閣 | 1951年（昭和26年）12月26日 | 民間   |

#### 法務大臣（法務省設置法（昭和22年法律第193号））
| 代 | 氏名                   | 氏名       | 内閣                             | 就任日                     | 政党等                |
| -- | ---------------------- | ---------- | -------------------------------- | -------------------------- | --------------------- |
| 1  |                        | 木村篤太郎 | 第3次吉田第3次改造内閣           | 1952年（昭和27年）8月1日   | 民間                  |
| 2  |                        | 犬養健     | 第4次吉田内閣                    | 1952年（昭和27年）10月30日 | 自由党                |
| 3  | 第5次吉田内閣          | 犬養健     | 1953年（昭和28年）5月21日        |                            | 自由党                |
| 4  | 第5次吉田内閣          |            | 加藤鐐五郎                       | 1954年（昭和29年）4月22日  | 自由党                |
| 5  | 第5次吉田内閣          |            | 小原直                           | 1954年（昭和29年）6月19日  | 自由党                |
| 6  |                        | 花村四郎   | 第1次鳩山一郎内閣                | 1954年（昭和29年）12月10日 | 日本民主党            |
| 7  | 第2次鳩山一郎内閣      | 花村四郎   | 1955年（昭和30年）3月19日        |                            | 日本民主党            |
| 8  |                        | 牧野良三   | 第3次鳩山一郎内閣                | 1955年（昭和30年）11月22日 | 自由民主党            |
| -  |                        | 石橋湛山   | 石橋内閣                         | 1956年（昭和31年）12月23日 | 自由民主党            |
| 9  |                        | 中村梅吉   | 石橋内閣                         | 1956年（昭和31年）12月23日 | 自由民主党            |
| 10 | 第1次岸内閣            | 中村梅吉   | 1957年（昭和32年）2月25日        |                            | 自由民主党            |
| 11 |                        | 唐澤俊樹   | 第1次岸改造内閣                  | 1957年（昭和32年）7月10日  | 自由民主党            |
| 12 |                        | 愛知揆一   | 第2次岸内閣                      | 1958年（昭和33年）6月12日  | 自由民主党            |
| 13 |                        | 井野碩哉   | 第2次岸改造内閣                  | 1959年（昭和34年）6月18日  | 自由民主党            |
| 14 |                        | 小島徹三   | 第1次池田内閣                    | 1960年（昭和35年）7月19日  | 自由民主党            |
| 15 |                        | 植木庚子郎 | 第2次池田内閣                    | 1960年（昭和35年）12月8日  | 自由民主党            |
| 15 | 第2次池田第1次改造内閣 | 植木庚子郎 |                                  | 1960年（昭和35年）12月8日  | 自由民主党            |
| 16 |                        | 中垣國男   | 第2次池田第2次改造内閣           | 1962年（昭和37年）7月18日  | 自由民主党            |
| 17 |                        | 賀屋興宣   | 第2次池田第3次改造内閣           | 1963年（昭和38年）7月18日  | 自由民主党            |
| 18 | 第3次池田内閣          | 賀屋興宣   | 1963年（昭和38年）12月9日        |                            | 自由民主党            |
| 19 |                        | 高橋等     | 第3次池田改造内閣                | 1964年（昭和39年）7月18日  | 自由民主党            |
| 20 | 第1次佐藤内閣          | 高橋等     | 1964年（昭和39年）11月9日        |                            | 自由民主党            |
| 21 |                        | 石井光次郎 | 第1次佐藤第1次改造内閣           | 1965年（昭和40年）6月3日   | 自由民主党            |
| 21 | 第1次佐藤第2次改造内閣 | 石井光次郎 |                                  | 1965年（昭和40年）6月3日   | 自由民主党            |
| 22 |                        | 田中伊三次 | 第1次佐藤第3次改造内閣           | 1966年（昭和41年）12月3日  | 自由民主党            |
| 23 | 第2次佐藤内閣          | 田中伊三次 | 1967年（昭和42年）2月17日        |                            | 自由民主党            |
| 24 |                        | 赤間文三   | 第2次佐藤第1次改造内閣           | 1967年（昭和42年）11月25日 | 自由民主党            |
| 25 |                        | 西郷吉之助 | 第2次佐藤第2次改造内閣           | 1968年（昭和43年）11月30日 | 自由民主党            |
| 26 |                        | 小林武治   | 第3次佐藤内閣                    | 1970年（昭和45年）1月14日  | 自由民主党            |
| 27 |                        | 秋田大助   | 第3次佐藤内閣                    | 1971年（昭和46年）2月9日   | 自由民主党            |
| 28 |                        | 植木庚子郎 | 第3次佐藤内閣                    | 1971年（昭和46年）2月17日  | 自由民主党            |
| 29 |                        | 前尾繁三郎 | 第3次佐藤改造内閣                | 1971年（昭和46年）7月5日   | 自由民主党            |
| 30 |                        | 郡祐一     | 第1次田中角榮内閣                | 1972年（昭和47年）7月7日   | 自由民主党            |
| 31 |                        | 田中伊三次 | 第2次田中角榮内閣                | 1972年（昭和47年）12月22日 | 自由民主党            |
| 32 |                        | 中村梅吉   | 第2次田中角榮第1次改造内閣       | 1973年（昭和48年）11月25日 | 自由民主党            |
| 33 |                        | 濱野清吾   | 第2次田中角榮第2次改造内閣       | 1974年（昭和49年）11月11日 | 自由民主党            |
| 34 |                        | 稻葉修     | 三木内閣 三木改造内閣            | 1974年（昭和49年）12月9日  | 自由民主党            |
| 35 |                        | 福田一     | 福田赳夫内閣                     | 1976年（昭和51年）12月24日 | 自由民主党            |
| 36 |                        | 瀬戸山三男 | 福田赳夫内閣                     | 1977年（昭和52年）10月5日  | 自由民主党            |
| 36 | 福田赳夫改造内閣       | 瀬戸山三男 | 1977年（昭和52年）11月28日       |                            | 自由民主党            |
| 37 |                        | 古井喜實   | 第1次大平内閣                    | 1978年（昭和53年）12月7日  | 自由民主党            |
| 38 |                        | 倉石忠雄   | 第2次大平内閣                    | 1979年（昭和54年）11月9日  | 自由民主党            |
| 39 |                        | 奥野誠亮   | 鈴木善幸内閣                     | 1980年（昭和55年）7月17日  | 自由民主党            |
| 40 |                        | 坂田道太   | 鈴木善幸改造内閣                 | 1981年（昭和56年）11月30日 | 自由民主党            |
| 41 |                        | 秦野章     | 第1次中曽根内閣                  | 1982年（昭和57年）11月27日 | 自由民主党            |
| 42 |                        | 住栄作     | 第2次中曽根内閣                  | 1983年（昭和58年）12月27日 | 自由民主党            |
| 43 |                        | 嶋崎均     | 第2次中曽根第1次改造内閣         | 1984年（昭和59年）11月1日  | 自由民主党            |
| 44 |                        | 鈴木省吾   | 第2次中曽根第2次改造内閣         | 1985年（昭和60年）12月28日 | 自由民主党            |
| 45 |                        | 遠藤要     | 第3次中曽根内閣                  | 1986年（昭和61年）7月22日  | 自由民主党            |
| 46 |                        | 林田悠紀夫 | 竹下内閣                         | 1987年（昭和62年）11月6日  | 自由民主党            |
| 47 |                        | 長谷川峻   | 竹下改造内閣                     | 1988年（昭和63年）12月27日 | 自由民主党            |
| 48 |                        | 高辻正己   | 竹下改造内閣                     | 1988年（昭和63年）12月30日 | 民間                  |
| 49 |                        | 谷川和穗   | 宇野内閣                         | 1989年（平成元年）6月3日   | 自由民主党            |
| 50 |                        | 後藤正夫   | 第1次海部内閣                    | 1989年（平成元年）8月10日  | 自由民主党            |
| 51 |                        | 長谷川信   | 第2次海部内閣                    | 1990年（平成2年）2月28日   | 自由民主党            |
| 52 |                        | 梶山静六   | 第2次海部内閣                    | 1990年（平成2年）9月13日   | 自由民主党            |
| 53 |                        | 左藤恵     | 第2次海部改造内閣                | 1990年（平成2年）12月29日  | 自由民主党            |
| 54 |                        | 田原隆     | 宮澤内閣                         | 1991年（平成3年）11月5日   | 自由民主党            |
| 55 |                        | 後藤田正晴 | 宮澤改造内閣                     | 1992年（平成4年）12月12日  | 自由民主党            |
| 56 |                        | 三ヶ月章   | 細川内閣                         | 1993年（平成5年）8月9日    | 民間                  |
| -  |                        | 羽田孜     | 羽田内閣                         | 1994年（平成6年）4月28日   | 新生党                |
| 57 |                        | 永野茂門   | 羽田内閣                         | 1994年（平成6年）4月28日   | 新生党                |
| 58 |                        | 中井洽     | 羽田内閣                         | 1994年（平成6年）5月8日    | 民社党                |
| 59 |                        | 前田勲男   | 村山内閣                         | 1994年（平成6年）6月30日   | 自由民主党 （参議院） |
| 60 |                        | 田沢智治   | 村山改造内閣                     | 1995年（平成7年）8月8日    | 自由民主党 （参議院） |
| 61 |                        | 宮澤弘     | 村山改造内閣                     | 1995年（平成7年）10月9日   | 自由民主党 （参議院） |
| 62 |                        | 長尾立子   | 第1次橋本内閣                    | 1996年（平成8年）1月11日   | 民間                  |
| 63 |                        | 松浦功     | 第2次橋本内閣                    | 1996年（平成8年）11月7日   | 自由民主党            |
| 64 |                        | 下稲葉耕吉 | 第2次橋本改造内閣                | 1997年（平成9年）9月11日   | 自由民主党            |
| 65 |                        | 中村正三郎 | 小渕内閣                         | 1998年（平成10年）7月30日  | 自由民主党            |
| 65 | 小渕第1次改造内閣      | 中村正三郎 | 1999年（平成11年）1月14日        |                            | 自由民主党            |
| 66 | 小渕第1次改造内閣      |            | 陣内孝雄                         | 1999年（平成11年）3月8日   | 自由民主党            |
| 67 |                        | 臼井日出男 | 小渕第2次改造内閣                | 1999年（平成11年）10月5日  | 自由民主党            |
| 68 | 第1次森内閣            | 臼井日出男 | 2000年（平成12年）4月5日         |                            | 自由民主党            |
| 69 |                        | 保岡興治   | 第2次森内閣                      | 2000年（平成12年）7月4日   | 自由民主党            |
| 70 |                        | 高村正彦   | 第2次森改造内閣 (中央省庁再編前) | 2000年（平成12年）12月5日  | 自由民主党            |

#### 法務大臣（法務省設置法（平成11年法律第93号））
| 代  | 画像          | 氏名       | 内閣                                 | 就任日                     | 政党等                      |
| --- | ------------- | ---------- | ------------------------------------ | -------------------------- | --------------------------- |
| 70  |               | 高村正彦   | 第2次森改造内閣 (中央省庁再編後)     | 2001年（平成13年）1月6日   | 自由民主党                  |
| 71  |               | 森山眞弓   | 第1次小泉内閣 第1次小泉第1次改造内閣 | 2001年（平成13年）4月26日  | 自由民主党                  |
| 72  |               | 野沢太三   | 第1次小泉第2次改造内閣               | 2003年（平成15年）9月22日  | 自由民主党                  |
| 73  | 第2次小泉内閣 | 野沢太三   | 2003年（平成15年）11月19日           |                            | 自由民主党                  |
| 74  |               | 南野知惠子 | 第2次小泉改造内閣                    | 2004年（平成16年）9月27日  | 自由民主党                  |
| 75  | 第3次小泉内閣 | 南野知惠子 | 2005年（平成17年）9月21日            |                            | 自由民主党                  |
| 76  |               | 杉浦正健   | 第3次小泉改造内閣                    | 2005年（平成17年）10月31日 | 自由民主党                  |
| 77  |               | 長勢甚遠   | 第1次安倍内閣                        | 2006年（平成18年）9月26日  | 自由民主党                  |
| 78  |               | 鳩山邦夫   | 第1次安倍改造内閣                    | 2007年（平成19年）8月27日  | 自由民主党                  |
| 79  | 福田康夫内閣  | 鳩山邦夫   | 2007年（平成19年）9月26日            |                            | 自由民主党                  |
| 80  |               | 保岡興治   | 福田康夫改造内閣                     | 2008年（平成20年）8月2日   | 自由民主党                  |
| 81  |               | 森英介     | 麻生内閣                             | 2008年（平成20年）9月24日  | 自由民主党                  |
| 82  |               | 千葉景子   | 鳩山由紀夫内閣                       | 2009年（平成21年）9月16日  | 民主党 （参議院） →民間     |
| 83  | 菅直人内閣    | 千葉景子   | 2010年（平成22年）6月8日             |                            | 民主党 （参議院） →民間     |
| 84  |               | 柳田稔     | 菅直人第1次改造内閣                  | 2010年（平成22年）9月17日  | 民主党 （参議院）           |
| 85  |               | 仙谷由人   | 菅直人第1次改造内閣                  | 2010年（平成22年）11月22日 | 民主党                      |
| 86  |               | 江田五月   | 菅直人第2次改造内閣                  | 2011年（平成23年）1月14日  | 民主党 （参議院）           |
| 87  |               | 平岡秀夫   | 野田内閣                             | 2011年（平成23年）9月2日   | 民主党                      |
| 88  |               | 小川敏夫   | 野田第1次改造内閣                    | 2012年（平成24年）1月13日  | 民主党 （参議院）           |
| 89  |               | 滝実       | 野田第2次改造内閣                    | 2012年（平成24年）6月4日   | 民主党                      |
| 90  |               | 田中慶秋   | 野田第3次改造内閣                    | 2012年（平成24年）10月1日  | 民主党                      |
| -   |               | 小平忠正   | 野田第3次改造内閣                    | 2012年（平成24年）10月23日 | 民主党                      |
| 91  |               | 滝実       | 野田第3次改造内閣                    | 2012年（平成24年）10月24日 | 民主党                      |
| 92  |               | 谷垣禎一   | 第2次安倍内閣                        | 2012年（平成24年）12月26日 | 自由民主党                  |
| 93  |               | 松島みどり | 第2次安倍改造内閣                    | 2014年（平成26年）9月3日   | 自由民主党                  |
| -   |               | 山谷えり子 | 第2次安倍改造内閣                    | 2014年（平成26年）10月20日 | 自由民主党                  |
| 94  |               | 上川陽子   | 第2次安倍改造内閣                    | 2014年（平成26年）10月21日 | 自由民主党                  |
| 95  | 第3次安倍内閣 | 上川陽子   | 2014年（平成26年）12月24日           |                            | 自由民主党                  |
| 96  |               | 岩城光英   | 第3次安倍第1次改造内閣               | 2015年（平成27年）10月7日  | 自由民主党 （参議院） →民間 |
| 97  |               | 金田勝年   | 第3次安倍第2次改造内閣               | 2016年（平成28年）8月3日   | 自由民主党                  |
| 98  |               | 上川陽子   | 第3次安倍第3次改造内閣               | 2017年（平成29年）8月3日   | 自由民主党                  |
| 99  | 第4次安倍内閣 | 上川陽子   | 2017年（平成29年）11月1日            |                            | 自由民主党                  |
| 100 |               | 山下貴司   | 第4次安倍第1次改造内閣               | 2018年（平成30年）10月2日  | 自由民主党                  |
| 101 |               | 河井克行   | 第4次安倍第2次改造内閣               | 2019年（令和元年）9月11日  | 自由民主党                  |
| 102 |               | 森まさこ   | 第4次安倍第2次改造内閣               | 2019年（令和元年）10月31日 | 自由民主党                  |
| 103 |               | 上川陽子   | 菅義偉内閣                           | 2020年（令和2年）9月16日   | 自由民主党                  |
| 104 |               | 古川禎久   | 第1次岸田内閣                        | 2021年（令和3年）10月4日   | 自由民主党                  |
| 105 | 第2次岸田内閣 | 古川禎久   | 2021年（令和3年）11月10日            |                            | 自由民主党                  |
| 106 |               | 葉梨康弘   | 第2次岸田第1次改造内閣               | 2022年（令和4年）8月10日   | 自由民主党                  |
| 107 |               | 齋藤健     | 第2次岸田第1次改造内閣               | 2022年（令和4年）11月11日  | 自由民主党                  |
| 108 |               | 小泉龍司   | 第2次岸田第2次改造内閣               | 2023年（令和5年）9月13日   | 自由民主党                  |
| 109 |               | 牧原秀樹   | 第1次石破内閣                        | 2024年（令和6年）10月1日   | 自由民主党                  |
| 110 |               | 鈴木馨祐   | 第2次石破内閣                        | 2024年（令和6年）11月11日  | 自由民主党                  |

## 記録
- 連続最長在任記録：880日（2年4か月） - 森山眞弓
- 通算最長在任記録：1162日 - 上川陽子
- 最短在任記録：4日 - 長谷川峻

## 歴代法務大臣の死刑執行命令数
| 法務大臣   | 内閣           | 就任年月日     | 在職   | 所属   | 衆/参            | 執行数 | 補足/備考                                             | 注                   |
| ---------- | -------------- | -------------- | ------ | ------ | ---------------- | ------ | ----------------------------------------------------- | -------------------- |
| 奥野誠亮   | 鈴木善         | 1980年7月17日  | 502日  | 自民党 | 衆議院議員       | 1      |                                                       |                      |
| 坂田道太   | 鈴木善改       | 1981年11月30日 | 363日  | 自民党 | 衆議院議員       | 1      |                                                       |                      |
| 秦野章     | 中曽根1        | 1982年11月27日 | 396日  | 自民党 | 参議院議員       | 1      |                                                       |                      |
| 住栄作     | 中曽根2        | 1983年12月27日 | 310日  | 自民党 | 衆議院議員       | 1      |                                                       |                      |
| 嶋崎均     | 中曽根2改1     | 1984年11月1日  | 423日  | 自民党 | 参議院議員       | 2      |                                                       |                      |
| 鈴木省吾   | 中曽根2改2     | 1985年12月28日 | 207日  | 自民党 | 参議院議員       | 2      |                                                       |                      |
| 遠藤要     | 中曽根3        | 1986年7月22日  | 473日  | 自民党 | 参議院議員       | 2      |                                                       |                      |
| 林田悠紀夫 | 竹下           | 1987年11月6日  | 418日  | 自民党 | 参議院議員       | 2      |                                                       |                      |
| 長谷川峻   | 竹下改         | 1988年12月27日 | 4日    | 自民党 | 衆議院議員       | 0      |                                                       |                      |
| 高辻正己   | 竹下改         | 1988年12月30日 | 156日  | (民間) | (元最高裁判事)   | 0      |                                                       |                      |
| 谷川和穂   | 宇野           | 1989年6月3日   | 69日   | 自民党 | 衆議院議員       | 0      |                                                       |                      |
| 後藤正夫   | 海部1          | 1989年8月10日  | 203日  | 自民党 | 参議院議員       | 1      |                                                       |                      |
| 長谷川信   | 海部2          | 1990年2月28日  | 198日  | 自民党 | 参議院議員       | 0      |                                                       |                      |
| 梶山静六   | 海部2          | 1990年9月13日  | 108日  | 自民党 | 衆議院議員       | 0      |                                                       |                      |
| 左藤恵     | 海部2改        | 1990年12月29日 | 312日  | 自民党 | 衆議院議員       | 0      |                                                       |                      |
| 田原隆     | 宮澤           | 1991年11月5日  | 404日  | 自民党 | 衆議院議員       | 0      |                                                       |                      |
| 後藤田正晴 | 宮澤改         | 1992年12月12日 | 237日  | 自民党 | 衆議院議員       | 3      | 死刑モラトリアム解除                                  |                      |
| 三ヶ月章   | 細川           | 1993年8月9日   | 263日  | (民間) | (民事訴訟法学者) | 4      |                                                       |                      |
| 永野茂門   | 羽田           | 1994年4月28日  | 11日   | 新生党 | 参議院議員       | 0      |                                                       |                      |
| 中井洽     | 羽田           | 1994年5月8日   | 54日   | 民社党 | 衆議院議員       | 0      |                                                       |                      |
| 前田勲男   | 村山           | 1994年6月30日  | 405日  | 自民党 | 参議院議員       | 5      |                                                       |                      |
| 田沢智治   | 村山改         | 1995年8月8日   | 63日   | 自民党 | 参議院議員       | 0      |                                                       |                      |
| 宮澤弘     | 村山改         | 1995年10月9日  | 95日   | 自民党 | 参議院議員       | 3      |                                                       |                      |
| 長尾立子   | 橋本1          | 1996年1月11日  | 302日  | (民間) | (元厚生省官僚)   | 3      |                                                       |                      |
| 松浦功     | 橋本2          | 1996年11月7日  | 309日  | 自民党 | 参議院議員       | 7      | 少年死刑囚の死刑執行×１                               |                      |
| 下稲葉耕吉 | 橋本2改        | 1997年9月11日  | 323日  | 自民党 | 参議院議員       | 3      |                                                       |                      |
| 中村正三郎 | 小渕-小渕改1   | 1998年7月30日  | 222日  | 自民党 | 衆議院議員       | 3      | 執行対象死刑囚日時公表                                |                      |
| 陣内孝雄   | 小渕改1        | 1999年3月8日   | 212日  | 自民党 | 参議院議員       | 3      |                                                       |                      |
| 臼井日出男 | 小渕改2-森1    | 1999年10月5日  | 274日  | 自民党 | 衆議院議員       | 2      |                                                       |                      |
| 保岡興治   | 森2            | 2000年7月4日   | 155日  | 自民党 | 衆議院議員       | 3      |                                                       |                      |
| 高村正彦   | 森2改          | 2000年12月5日  | 143日  | 自民党 | 衆議院議員       | 0      |                                                       |                      |
| 森山眞弓   | 小泉1-小泉1改1 | 2001年4月26日  | 880日  | 自民党 | 衆議院議員       | 5      |                                                       |                      |
| 野沢太三   | 小泉1改2       | 2003年9月22日  | 372日  | 自民党 | 参議院議員       | 2      |                                                       |                      |
| 南野知惠子 | 小泉2改-小泉3  | 2004年9月27日  | 400日  | 自民党 | 参議院議員       | 1      |                                                       |                      |
| 杉浦正健   | 小泉3改        | 2005年10月31日 | 331日  | 自民党 | 衆議院議員       | 0      |                                                       |                      |
| 長勢甚遠   | 安倍1          | 2006年9月26日  | 336日  | 自民党 | 衆議院議員       | 10     |                                                       | [ 9 ]                |
| 鳩山邦夫   | 安倍1改-福田康 | 2007年8月27日  | 342日  | 自民党 | 衆議院議員       | 13     | 執行対象死刑囚氏名公表                                |                      |
| 保岡興治   | 福田康改       | 2008年8月2日   | 54日   | 自民党 | 衆議院議員       | 3      | 再任                                                  | [ 10 ]               |
| 森英介     | 麻生           | 2008年9月24日  | 358日  | 自民党 | 衆議院議員       | 9      |                                                       | [ 11 ]               |
| 千葉景子   | 鳩山由-菅直    | 2009年9月16日  | 367日  | 民主党 | 参議院議員       | 2      | 東京拘置所の死刑執行刑場公開 憲政史上初の死刑立会実施 | [ 12 ] [ 13 ]        |
| 柳田稔     | 菅直改1        | 2010年9月17日  | 67日   | 民主党 | 参議院議員       | 0      | 兼任：拉致問題担当大臣                                |                      |
| 仙谷由人   | 菅直改1        | 2010年11月22日 | 54日   | 民主党 | 衆議院議員       | 0      | 兼任：官房長官                                        |                      |
| 江田五月   | 菅直改2        | 2011年1月14日  | 232日  | 民主党 | 参議院議員       | 0      | 兼任：環境大臣                                        |                      |
| 平岡秀夫   | 野田           | 2011年9月2日   | 134日  | 民主党 | 衆議院議員       | 0      |                                                       |                      |
| 小川敏夫   | 野田改1        | 2012年1月13日  | 144日  | 民主党 | 参議院議員       | 3      |                                                       | [ 14 ]               |
| 滝実       | 野田改2        | 2012年6月4日   | 120日  | 民主党 | 衆議院議員       | 4      |                                                       | [ 15 ]               |
| 田中慶秋   | 野田改3        | 2012年10月1日  | 23日   | 民主党 | 衆議院議員       | 0      | 兼任：拉致問題担当大臣                                |                      |
| 滝実       | 野田改3        | 2012年10月24日 | 64日   | 民主党 | 衆議院議員       | 0      | 再任                                                  |                      |
| 谷垣禎一   | 安倍2          | 2012年12月26日 | 617日  | 自民党 | 衆議院議員       | 11     |                                                       | [ 16 ] [ 17 ] [ 18 ] |
| 松島みどり | 安倍2改        | 2014年9月3日   | 49日   | 自民党 | 衆議院議員       | 0      |                                                       |                      |
| 上川陽子   | 安倍2改-安倍3  | 2014年10月21日 | 352日  | 自民党 | 衆議院議員       | 1      |                                                       |                      |
| 岩城光英   | 安倍3改1       | 2015年10月7日  | 302日  | 自民党 | 参議院議員       | 4      |                                                       |                      |
| 金田勝年   | 安倍3改2       | 2016年8月3日   | 366日  | 自民党 | 衆議院議員       | 3      |                                                       |                      |
| 上川陽子   | 安倍3改3-安倍4 | 2017年8月3日   | 426日  | 自民党 | 衆議院議員       | 15     | 再任 少年死刑囚の死刑執行×１                          | [ 19 ]               |
| 山下貴司   | 安倍4改1       | 2018年10月2日  | 345日  | 自民党 | 衆議院議員       | 4      |                                                       |                      |
| 河井克行   | 安倍4改2       | 2019年9月11日  | 51日   | 自民党 | 衆議院議員       | 0      |                                                       |                      |
| 森まさこ   | 安倍4改2       | 2019年10月31日 | 322日  | 自民党 | 参議院議員       | 1      |                                                       |                      |
| 上川陽子   | 菅義           | 2020年9月16日  | 383日  | 自民党 | 衆議院議員       | 0      | 再任                                                  |                      |
| 古川禎久   | 岸田1-岸田2    | 2021年10月4日  | 309日  | 自民党 | 衆議院議員       | 4      |                                                       |                      |
| 葉梨康弘   | 岸田2改1       | 2022年8月10日  | 93日   | 自民党 | 衆議院議員       | 0      |                                                       |                      |
| 齋藤健     | 岸田2改1       | 2022年11月11日 | 306日  | 自民党 | 衆議院議員       | 0      |                                                       |                      |
| 小泉龍司   | 岸田2改2       | 2023年9月13日  | 384日  | 自民党 | 衆議院議員       | 0      |                                                       |                      |
| 牧原秀樹   | 石破1          | 2024年10月1日  | 41日   | 自民党 | 衆議院議員       | 0      |                                                       |                      |
| 鈴木馨祐   | 石破2          | 2024年11月11日 | 在任中 | 自民党 | 衆議院議員       | 1      |                                                       |                      |

## 法務大臣の法曹資格
司法大臣・法務総裁・法務大臣には、法曹資格や法曹経歴を有する者が任命されることがある。なお、下表に挙げた者以外にも、初期の司法大臣の内、第3代の河野敏鎌、第6・9・11代の清浦奎吾、第8代の大東義徹、第12代の波多野敬直も司法官としての経歴を有している。
特に、大日本帝国憲法下では、各大臣にはその省の官僚出身者が就任することも多く、司法省もその例外ではなく、判検事出身者が司法大臣に就任することが多かった。
また、法曹有資格者以外にも、第34代法務大臣の稲葉修は法学博士であった。
| 代       | 氏名       | 出身校                       | 学位など       |
| 司法大臣 | 司法大臣   | 司法大臣                     | 司法大臣       |
| -------- | ---------- | ---------------------------- | -------------- |
| 17       | 松室致     | 司法省法学校                 | 法律学士       |
| 21       | 松室致     | 司法省法学校                 | 法律学士       |
| 26       | 平沼騏一郎 | 帝国大学法科大学             | 法学博士       |
| 27       | 鈴木喜三郎 | 帝国大学法科大学             |                |
| 28       | 横田千之助 | 東京法学院                   |                |
| 29       | 小川平吉   | 帝国大学法科大学             |                |
| 31       | 原嘉道     | 帝国大学法科大学英法学部     | 法学博士       |
| 33       | 鈴木喜三郎 | 帝国大学法科大学             |                |
| 35       | 小山松吉   | 獨逸学協会学校専修科         | 法学博士       |
| 36       | 小原直     | 東京帝国大学法科大学法律学科 |                |
| 37       | 林頼三郎   | 東京法学院                   | 法学博士       |
| 38       | 塩野季彦   | 東京帝国大学法科大学独法科   |                |
| 39       | 宮城長五郎 | 東京帝国大学法科大学仏法科   |                |
| 40       | 木村尚達   | 京都帝国大学法科大学         |                |
| 44       | 岩村通世   | 東京帝国大学法科大学独法科   |                |
| 45       | 松阪広政   | 東京帝国大学法科大学         |                |
| 46       | 岩田宙造   | 東京帝国大学法科大学英法科   | 法学博士       |
| 法務総裁 |            |                              |                |
| 1        | 鈴木義男   | 東京帝国大学                 |                |
| 6        | 木村篤太郎 | 東京帝国大学                 |                |
| 法務大臣 |            |                              |                |
| 1        | 木村篤太郎 | 東京帝国大学                 |                |
| 5        | 小原直     | 東京帝国大学法科大学         |                |
| 6        | 花村四郎   | 日本大学法律科               |                |
| 8        | 牧野良三   | 東京帝国大学法科大学         | 法学博士       |
| 9        | 中村梅吉   | 法政大学                     |                |
| 14       | 小島徹三   | 東京帝国大学法学部           |                |
| 32       | 中村梅吉   | 法政大学                     |                |
| 36       | 瀬戸山三男 | 明治大学法学部               |                |
| 48       | 高辻正己   | 東京帝国大学法学部           | 元・最高裁判事 |
| 56       | 三ヶ月章   | 東京帝国大学法学部法律学科   | 法学博士       |

| 代  | 氏名     | 出身校                 | 司法修習期 | 学位など |
| --- | -------- | ---------------------- | ---------- | -------- |
| 69  | 保岡興治 | 中央大学法学部法律学科 | 19期       | 法学士   |
| 70  | 高村正彦 | 中央大学法学部法律学科 | 20期       | 法学士   |
| 76  | 杉浦正健 | 東京大学経済学部       | 24期       | 経済学士 |
| 80  | 保岡興治 | 中央大学法学部法律学科 | 19期       | 法学士   |
| 82  | 千葉景子 | 中央大学法学部法律学科 | 34期       | 法学士   |
| 83  | 千葉景子 | 中央大学法学部法律学科 | 34期       | 法学士   |
| 85  | 仙谷由人 | 東京大学法学部中退     | 23期       |          |
| 86  | 江田五月 | 東京大学法学部         | 20期       | 法学士   |
| 87  | 平岡秀夫 | 東京大学法学部         | 特例       | 法学士   |
| 88  | 小川敏夫 | 立教大学法学部         | 25期       | 法学士   |
| 92  | 谷垣禎一 | 東京大学法学部         | 34期       | 法学士   |
| 100 | 山下貴司 | 東京大学法学部         | 44期       | 法学士   |
| 102 | 森まさこ | 東北大学法学部         | 47期       | 法学士   |
| 109 | 牧原秀樹 | 東京大学法学部         | 49期       | 法学士   |